# روبي ميلر (طاهي)
روبي ميلر (بالإنجليزية: Robbie Millar)‏ هو طاهي بريطاني، ولد في 26 أبريل 1967 في أيرلندا الشمالية في المملكة المتحدة، وتوفي بنفس المكان في 13 أغسطس 2005.